# Corumbá
Corumbá, amtlich Município de Corumbá, ist eine Großstadt im brasilianischen Bundesstaat Mato Grosso do Sul. Sie trägt auch den offiziellen Beinamen Capital do Pantanal (Hauptstadt des Pantanal) und Cidade Branca (Weiße Stadt).
Corumbá liegt 425 km nordwestlich der Hauptstadt Campo Grande an der Grenze zu Bolivien und ca. 100 km von der paraguayischen Grenze entfernt. Sie wurde 1778 als militärischer Außenposten gegründet und durch ihre Lage am Río Paraguay bekam sie strategische Bedeutung im internationalen Handel nach dem Tripel-Allianz-Krieg (1865–70). In Corumbá leben rund 111.000 Einwohner (2018).
Der Name der Stadt stammt aus der Sprache der Tupi-Guarani-Völker, was so viel wie „Der entfernte Ort“ der „Kieselbank“ bedeutet. Corumbá ist als weiße Stadt bekannt, wegen der hellen Farbe des Bodens, der reich an Kalkstein ist. Die Besetzung und Erforschung der Region begann bereits im 16. Jahrhundert, als Portugiesen hier ankamen in der Erwartung Gold zu finden.
Heute ist die Stadt ein wichtiges Ausgangstor für Touristen ins Naturschutzgebiet Pantanal. Die industrielle Entwicklung begann in den 1940er Jahren mit der Exploration des weißen Kalksteins für die Zementindustrie. Corumbá an der Wasserstraße Paraná-Paraguay hat einen der wichtigsten Binnenhäfen Brasiliens.

## Bevölkerungsentwicklung
Corumbá besteht aus zwei Stadtteilen. Der tiefer gelegene Teil ist die Altstadt in der Nähe des Hafens mit sehenswerten Gebäuden. Der höher gelegene und neuere Teil ist viel größer und schachbrettartig angelegt.
| Bevölkerungsentwicklung | Bevölkerungsentwicklung |
| ----------------------- | ----------------------- |
| 1970                    | 048.600                 |
| 1980                    | 067.500                 |
| 1991                    | 088.360                 |
| 1993                    | 089.585                 |
| 1996                    | 089.083                 |
| 2000                    | 095.700                 |
| 2004                    | 099.441                 |
| 2005                    | 100.268                 |
| 2006                    | 101.089                 |
| 2010                    | 103.772                 |
| 2018                    | 110.806                 |

## Ortsansichten

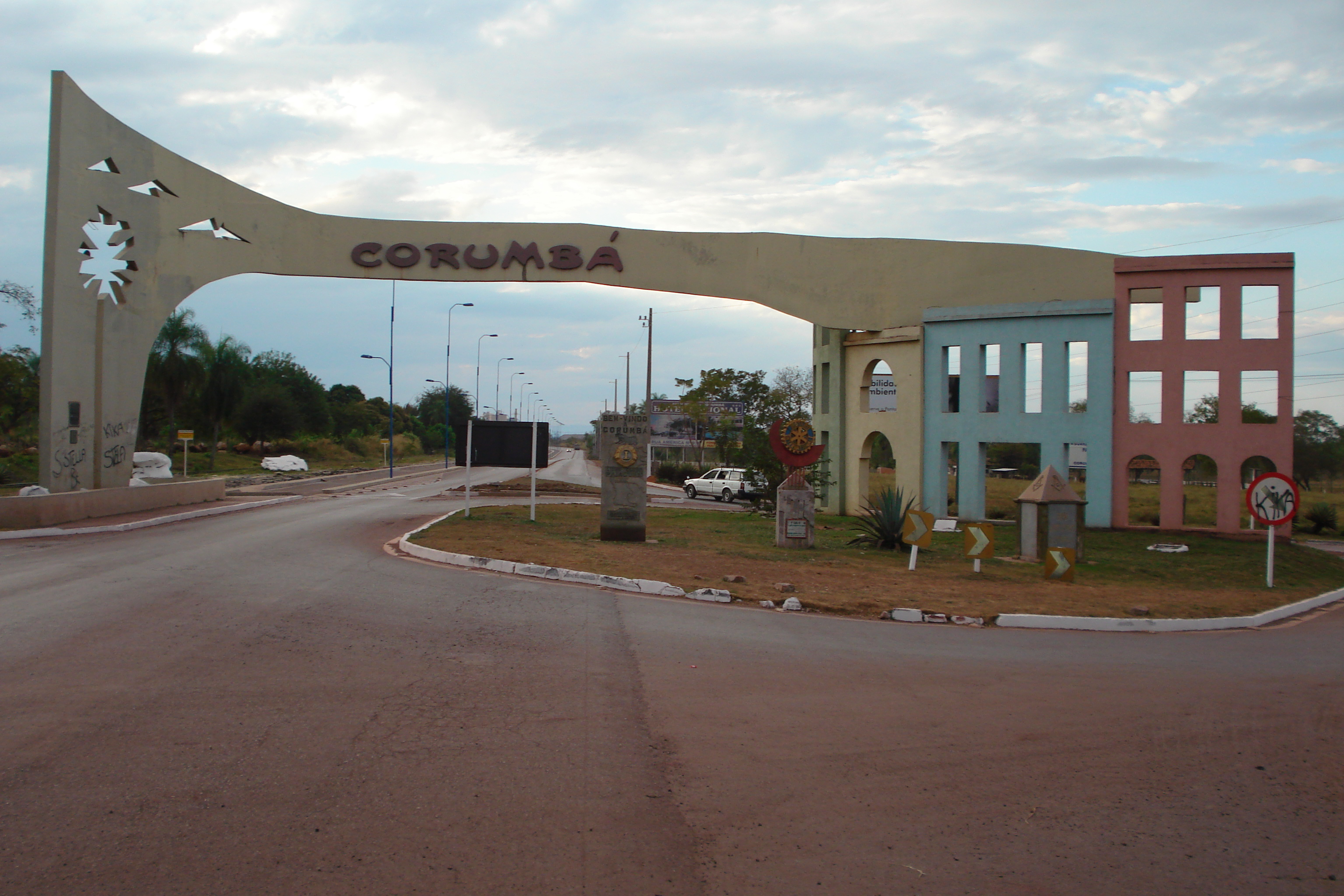
Stadteingang
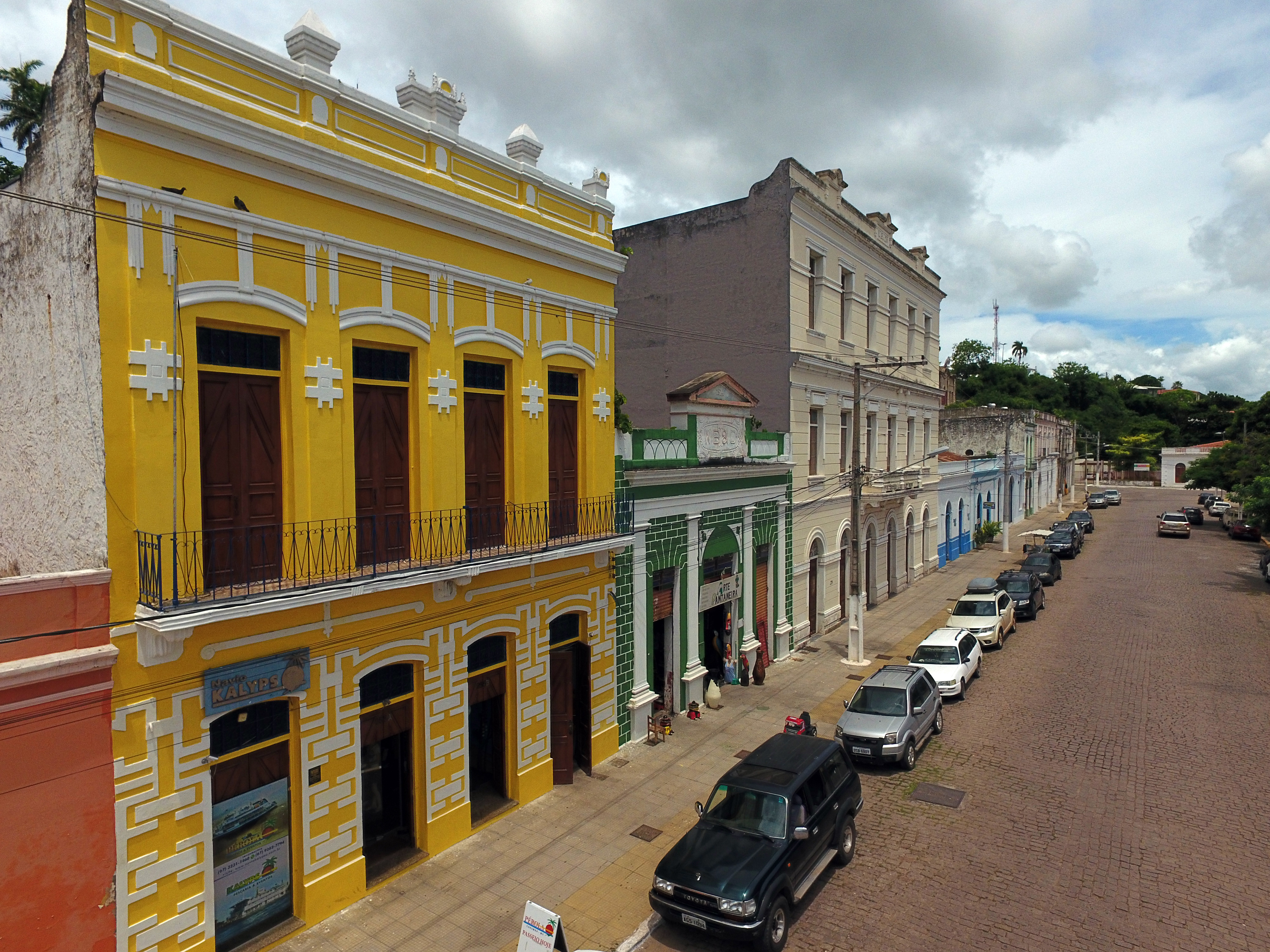
Historische Gebäude am alten Flusshafen
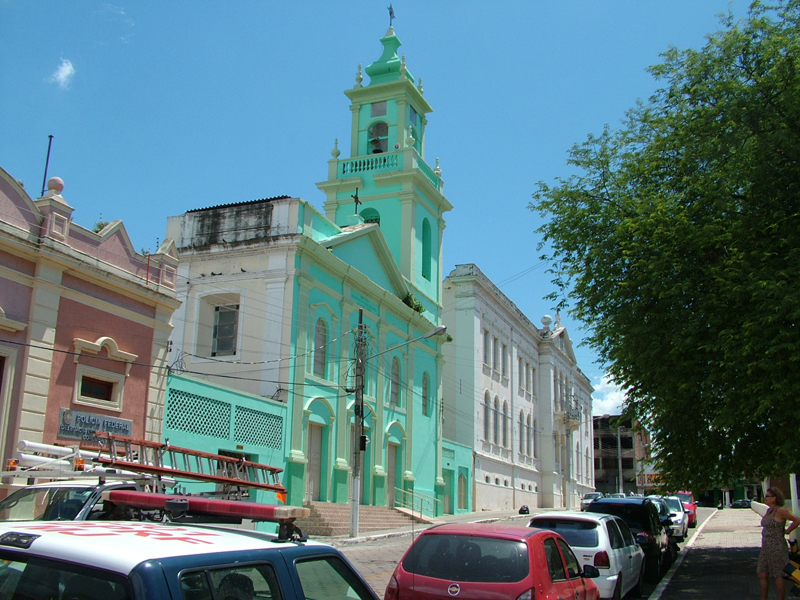
Igreja Matriz de Nossa Senora da Candelária
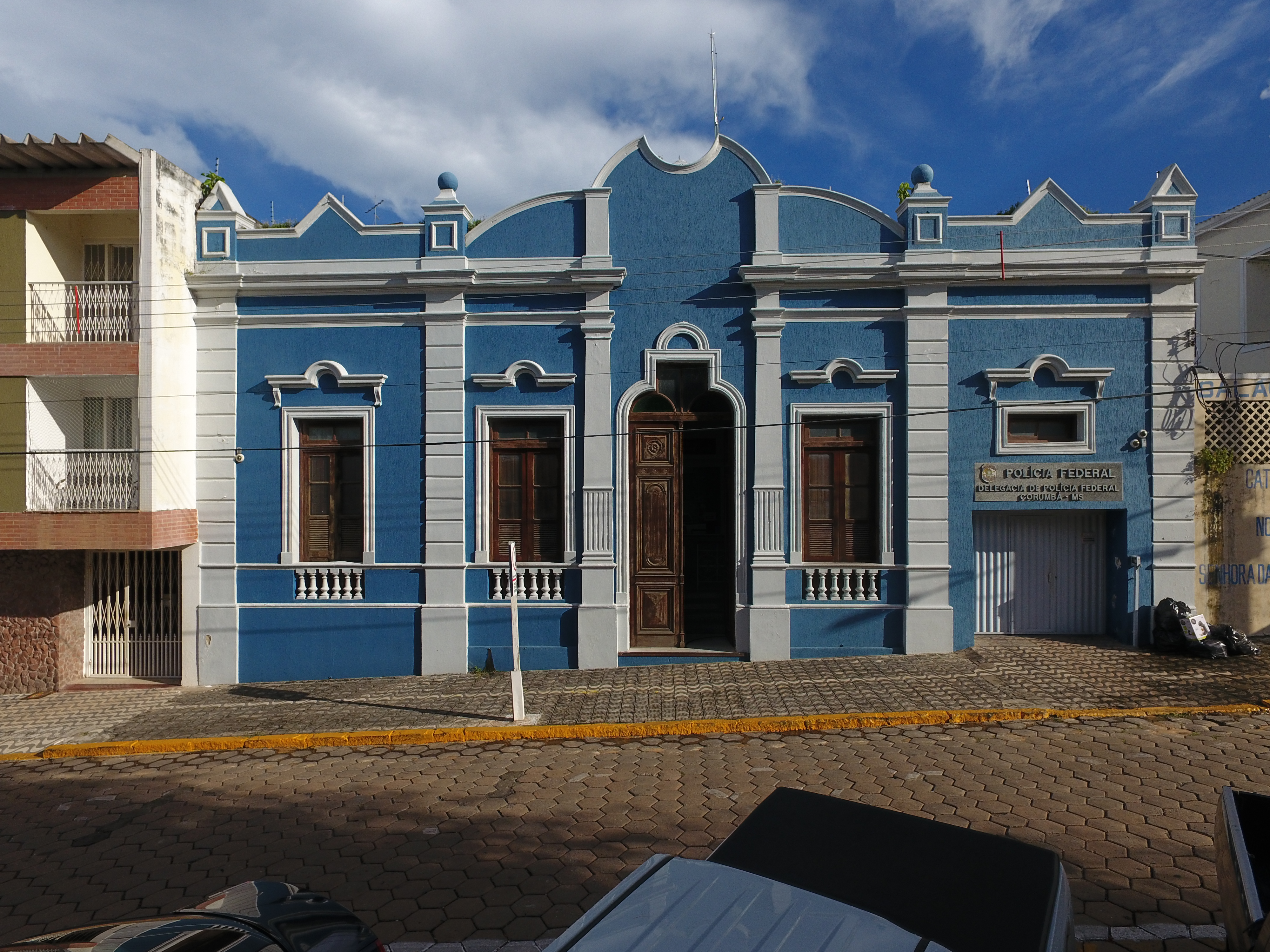
Historisches Polizeigebäude
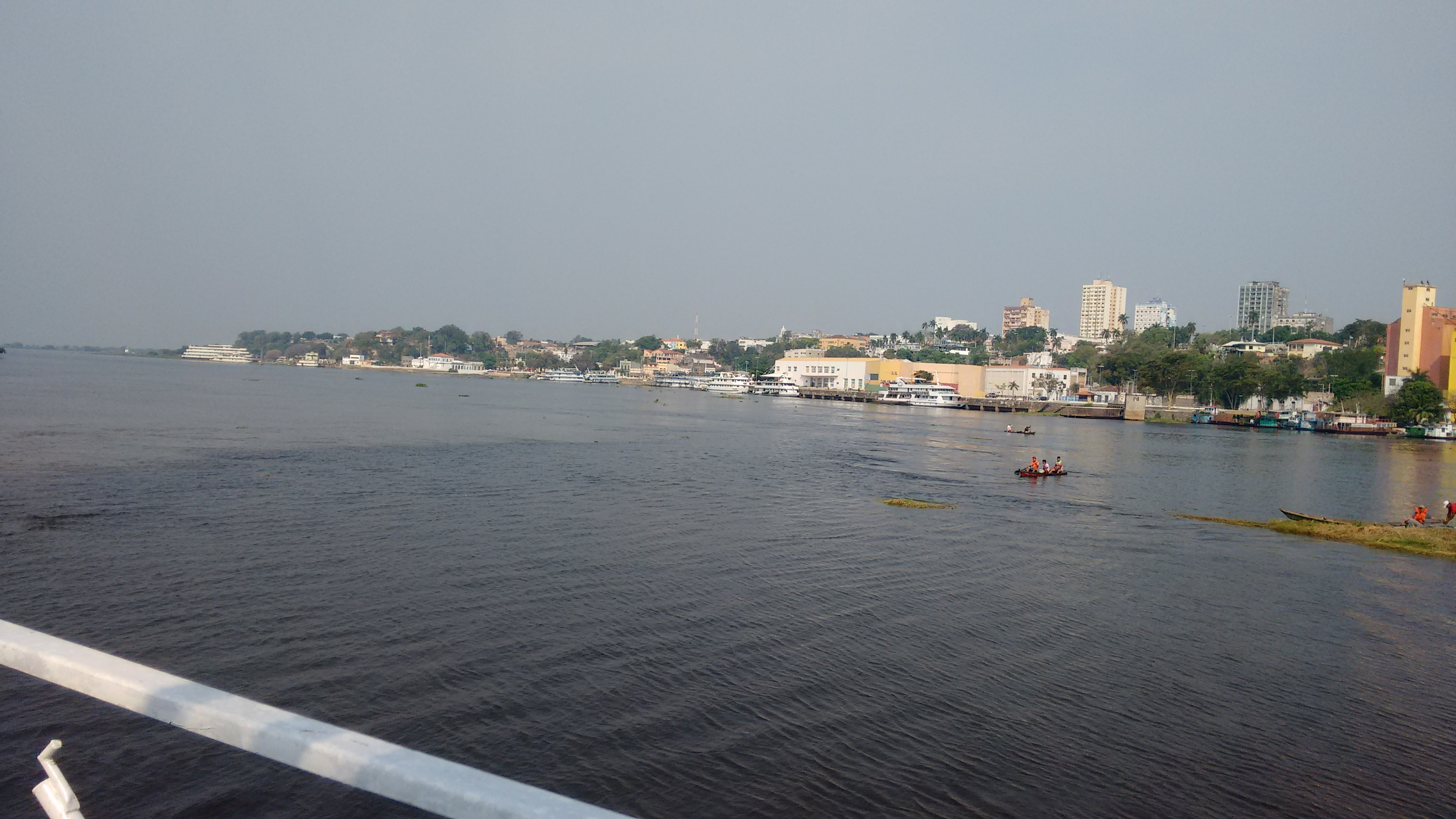
Hafen von Corumbá

## Bistum Corumbá
- Bistum Corumbá

## Söhne und Töchter
- Osvaldo Velloso de Barros (1908–1996), Fußballtorwart, brasilianischer Nationalspieler
- Graziela Barroso (1912–2003), Botanikerin und Hochschullehrerin
- Wega Nery (1912–2007), brasilianische Malerin
- Mário Calábria (1923–2012), brasilianischer Diplomat
- Edmilson Tadeu Canavarros dos Santos (* 1967), brasilianischer Ordensgeistlicher, Prälat von Itacoatiara
- Diego Jara Rodrigues (* 1995), brasilianischer Fußballspieler